# 奶皮子

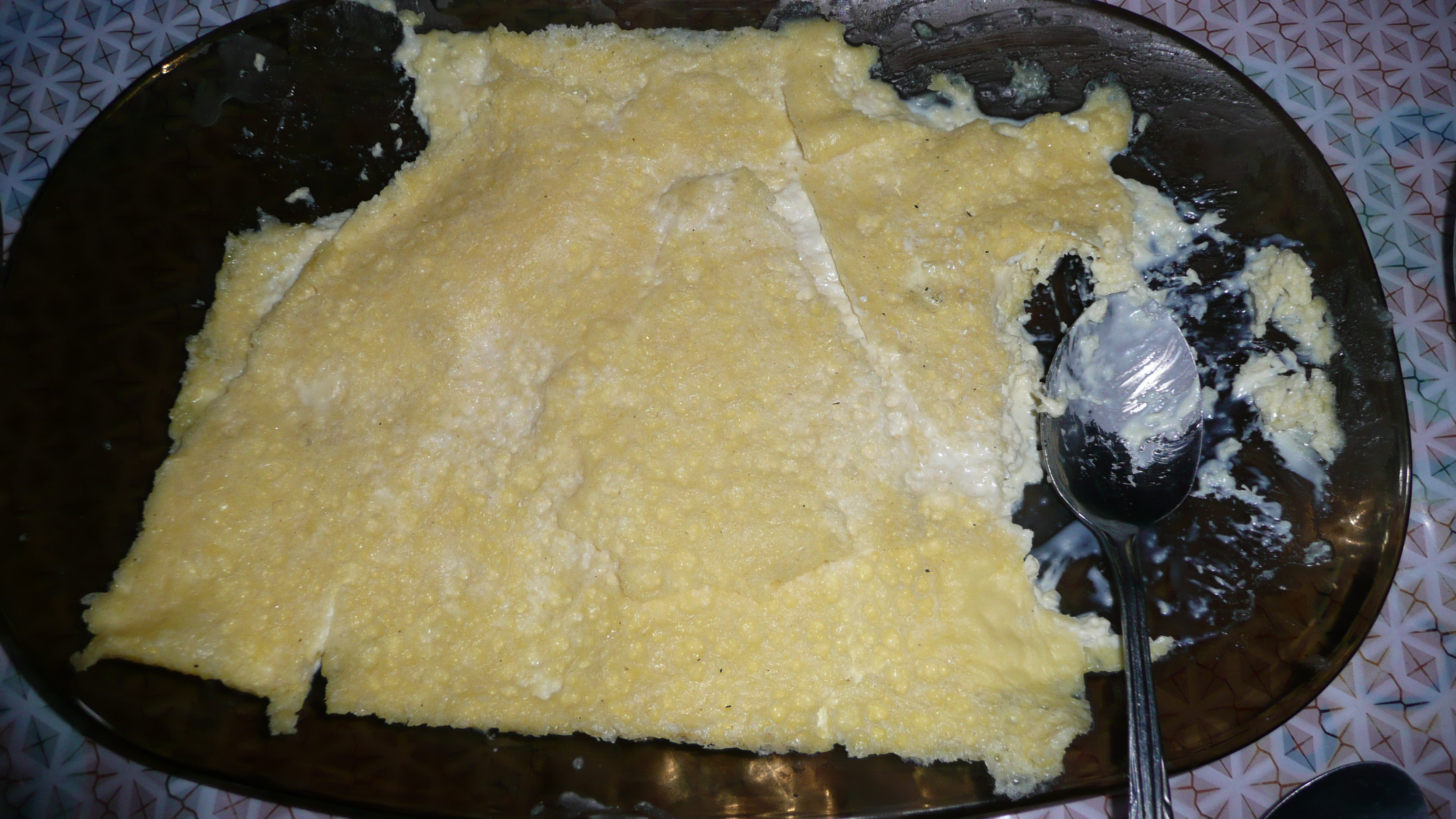
餐盘中的奶皮子

奶皮子，蒙古民族奶食品之一，属于奶制品。奶皮子的製作方法是把鮮奶倒入鍋中用小火煮沸後，用勺子反復揚灑，並持續加入生奶，直到表面有凝結物時，便關火冷卻，數小時後可形成奶皮子。奶皮子含有較多的油脂，比一般奶類食品易於保存。

## 参看
- 起司
- 奶豆腐